# Live @ the Key Club
Live @ the Key Club es el nombre de un álbum en directo grabado por la banda de punk rock californiana Pennywise. Fue grabado en el The Key Club, ubicado en West Hollywood (California), durante un concierto en mayo de 2000. Se publicó en el año 2000, y hasta la fecha, es el único disco en directo del grupo.
La canción "Minor Threat" (15.) es una versión del tema perteneciente a la banda de hardcore punk Minor Threat.

## Lista de canciones
1. "Intro" – 0:47
2. "Wouldn't It Be Nice" – 2:34
3. "Living for Today" – 3:10
4. "Final Chapters" – 2:30
5. "Can't Believe It" – 2:04
6. "Unknown Road" – 2:12
7. "Homesick" – 2:21
8. "No Reason Why" – 2:51
9. "Fight Till You Die" – 2:58
10. "Peaceful Day" – 2:51
11. "Society" – 3:31
12. "Straight Ahead" – 3:09
13. "Pennywise" – 1:59
14. "Perfect People" – 2:58
15. "Minor Threat" – 2:15
16. "Same Old Story" – 3:11
17. "Alien" – 4:37
18. "Bro Hymn" – 5:43

## Personal
- Jim Lindberg - Voz
- Fletcher Dragge - Guitarra
- Randy Bradbury - Bajo
- Byron McMackin - Batería